# Takao Aeba
Pour les articles homonymes, voir Aeba.
Takao Aeba (饗庭 孝男), Aeba Takao; né le 27 janvier 1930 et mort le 21 février 2017, est un théoricien japonais de la littérature.
Aeba débute en 1966 avec un texte consacré à la littérature japonaise d'après-guerre sous le titre Sengo bungaku ron. Avec Ishi to hikari no shisō (« La Philosophie de pierre et de lumière »), il s'intéresse à la littérature et à la culture occidentales. Suivent des travaux critiques et d'épistémologie littéraires comme Hanrekishishugi no bungaku (« Littérature anti historique », 1972), Zettai e no katsubō (« Soif d'absolu », 1972) et Furansu romanesuku (« Romanistique française », 1999).

## Source de la traduction
- (de) Cet article est partiellement ou en totalité issu de l’article de Wikipédia en allemand intitulé « Takao Aeba » (voir la liste des auteurs).